# Neacomys minutus
Neacomys minutus é uma espécie de roedor da família Cricetidae. Endêmica do Brasil, onde pode ser encontrada apenas no rio Juruá no estado do Amazonas.